# RealAudio
RealAudio – format kompresji dźwięku stworzony przez firmę RealNetworks. Kodek został opracowany głównie z myślą o wykorzystaniu go w strumieniowaniu dźwięku przy łączu internetowym o niskiej przepustowości. Wiele internetowych stacji radiowych korzysta z RealAudio przy transmitowaniu audycji przez Internet.
Rozszerzenie plików RealAudio to .ra, .rm lub .ram.
Główną aplikacją do odtwarzania RealAudio jest RealPlayer.